# 유보 (중산경왕)
중산경왕 유보(中山頃王 劉輔, ? ~ 기원전 87년? 86년?)는 중국 전한의 황족·제후왕으로 중산왕이다. 중산강왕 유곤치의 아들이다. 아버지가 중산강왕 21년(기원전 90년)에 죽자 그 뒤를 이어 중산왕이 됐고, 중산경왕 3년(기원전 87년) 혹은 4년(기원전 86년)에 죽어 아들 중산헌왕 유복이 뒤를 이었다.

## 가계
- 중산강왕 유곤치
  - 중산경왕 유보
    - 중산헌왕 유복[3]
    - 이향효후 유안[3]
      - 이향대후 유수[3]
        - 이향후 유국[3]
        - 광덕이왕 유운객[3][1][2]
        - 광평왕 유광한[1][2]

이향효후는 감로 원년(기원전 53년) 3월 임진일에 봉해졌다.